# Mirko Marković (kartograf)
Mirko Marković, (Slavonski Brod, 22. lipnja 1929. – Zagreb, 13. travnja 2009.), hrvatski povjesničar, geograf i kartograf. 

## Život

### Školovanje
Gimnaziju je završio u Zagrebu 1948. Upisao se na studij arhitekture na Tehničkom fakultetu u Zagrebu, ali je poslije studirao geografiju na Prirodoslovno-matematičkom fakultetu gdje je i diplomirao 1961. te doktorirao 1964. s tezom "Studij predodžbe fizičko-geografskih elemenata na kartama jugoslavenskih zemalja od najstarijih dokumenata do konca 17. stoljeća". Dodijeljena mu je stipendija Zaklade Alexander von Humboldt za specijalizaciju pa je 1965/66. proveo u Geografskom institutu Visoke tehničke škole u Münchenu. 

### Djelovanje
Zaposlio se kao asistent antropogeografije u Etnološkom zavodu JAZU. Godine 1967. unaprijeđen u znanstvenog suradnika, a 1971. u višeg znanstvenog suradnika te 1975. u znanstvenog savjetnika. Od 1974. upravitelj je Etnološkog zavoda i tajnik Akademijina Odbora za narodni život i običaje. Zajedno s akademikom A. Mohorovičićem uređivao je Zbornik za narodni život i običaje. Prve radove počeo je objavljivati u zagrebačkim i ljubljanskim planinarskim časopisima, na temelju terenskih ekskurzija koje je poduzimao sam ili s akademikom Gušićem. Postavši asistentom Antropologije u Etnološkom zavodu, rad je posvetio području geografije. Proučavajući obilje arhivske građe, naročito karte i planove naselja, prikupio je opsežnu i do tada nepoznatu građu. Proučavanje naselja započeo je na prostoru Slavonije. Prilično opsežan opus čine publikacije o hrvatskoj povijesnoj ili kulturnoj geografiji. Radeći na doktorskoj disertaciji temeljito je pregledao i proučio veliku Kartografsku zbirku Hrvatskog državnog arhiva u Zagrebu te o toj zbirci napisao iscrpan prikaz s ocjenom rariteta. Prikupio je mnogo geografske i kulturno-povijesne bibliografske građe. Izradio je desetak zavičajnih karata većih hrvatskih gradova i okolnih krajeva (Bjelovar, Gospić, Karlovac, Krapina, Osijek, Pula, Rijeka, Split, Varaždin, Zadar, Zagreb), objavio oko 150 stručnih i znanstvenih radova te veći broj knjiga.
Djelo Descriptio Croatiae daje cjelovit prikaz hrvatskih zemalja na geografskim kartama od početaka do suvremenosti. Plod je to tridesetogodišnjeg rada, prikupljanja i obrađivanja građe. To je do danas najpotpuniji i najširi pregled kartografije Hrvatske i hrvatske kartografije od početaka pa do kraja 19. st. Drugo kapitalno djelo pod naslovom Descriptio Bosnae et Hercegovinae obrađuje povijest i geografiju Bosne i Hercegovine na temelju kartografskih izvora. Godine 2001. objavio je knjigu Hrvatski gradovi na starim planovima i vedutama, u kojoj je čitateljima pokušao približiti prošlost sedamdesetak hrvatskih gradova na temelju proučavanja starih planova i veduta. To je najopsežnija znanstvena obrada kartografskih dokumenata i veduta koji prikazuju hrvatske gradove od najranijih geografskih predodžbi do pojave suvremenih topografskih karata u 19. stoljeću. Knjiga sadrži oko 400 planova i veduta. U knjizi Hrvatska na starim zemljovidima prikazao je razvoj geografskog poznavanja hrvatskih zemalja i njihova prikazivanja na kartama od prvih početaka do kraja 19. st. Knjiga Klaudije Ptolemej – O razvoju kartografije do otkrića longitude posvećena je Ptolemejevu djelu Uvod u geografiju (Geografija) u kojem se nalazi i atlas s kartama tada poznatoga svijeta. U knjizi Kartograf Ivan Klobučarić i Rijeka govori o povijesnom razvoju Rijeke i Kvarnerskog primorja posredovanjem starih karata i planova, od antike do pojave prvih topografskih karata. U knjizi je mnoštvo kartografskih prikaza, pa i Klobučarićeva djela: plan Rijeke, karta Riječkog zaljeva i karta dijela Hrvatske od Rijeke do Omiša, te 15 topografskih skica područja zapadne Hrvatske. Knjiga Slavonija: povijest naselja i podrijetlo stanovništva je povijesna sinteza o Slavoniji, s naglaskom na proučavanju prošlosti naselja te podrijetlu i migracijama stanovništva, uz više od 180 kartografskih prikaza, uglavnom isječaka topografskih karata koje su nastale tijekom francjozefske topografske izmjere. Knjiga Zagrebačka Šokadija govori o prošlosti naselja i stanovništva današnje Slavonije, podrijetlu i etnogenezi Šokaca te donosi etnografske karakteristike slavonskih Šokaca. Marković je posljednjih godina svojega života objavio veći broj knjiga džepnoga formata u nakladi Jesenski i Turk. Neobjavljeno je ostalo nekoliko njegovih rukopisa. Bio je član suradnik Hrvatske akademije znanosti i umjetnosti, član Suda časti Hrvatskoga kartografskog društva, a 2002. proglašen je počasnim članom toga društva zbog iznimnog doprinosa istraživanju povijesti hrvatske kartografije.

## Djela
- Planinarska specijalna karta Sjeverni Velebit, mjerilo 1:25 000. Planinarski savez Hrvatske, Zagreb 1954.
- Studij predodžbe fizičko-geografskih elemenata na kartama jugoslavenskih zemalja od najstarijih dokumenata do konca 17. stoljeća, disertacija. Prirodoslovno-matematički fakultet Sveučilišta u Zagrebu, 1964.
- Kartografska zbirka Arhiva Hrvatske u Zagrebu. Arhivski vjesnik 1965, str. 373-388.
- Pavao Vitezović kao kartograf. Senjski zbornik 1965, knj. I, str. 160-169.
- Rad na proučavanju naše kartografske građe 16. i 17. stoljeća. Ljetopis JAZU 1966, knj. 71, str. 377-383.
- Zavičajne karte gradova i njihovih okolnih krajeva: Bjelovar, Gospić, Karlovac, Krapina, Osijek, Pula, Rijeka, Slavonska Požega, Split, Varaždin, Zadar, Zagreb. Školska knjiga, Zagreb 1969-76.
- O najstarijim geografskim i pomorskim kartama Jadranskog mora. Pomorski zbornik 1974, knj. 12, str. 491-517.
- Razvitak kartografskih upoznavanja današnjih jugoslavenskih zemalja, Prvi dio, Od najstarijih vremena do kraja 17. stoljeća. Zavod za kartografiju Geodetskog fakulteta Sveučilišta u Zagrebu, Zagreb 1975.
- Sezonska stočarska naselja na dinarskim planinama,  Zbornik za narodni život i običaje Južnih Slavena JAZU, knj. 46, Zagreb 1975., str. 253-296.
- Neke bitnije značajke predočavanja gradova SR Hrvatske na starijim geografskim kartama i planovima, Centralna naselja i gradovi SR Hrvatske. Zagreb 1976. str. 137-162.
- Some of the More Essential Characteristics in the Presentation of Cities of the Socialist Republic of Croatia in Old Maps and Plans. Geographical Papers 1976, 3, str. 165-193.
- Upoznavanje Slavonske Požege i požeškog kraja putem starih geografskih karata i planova. Zbornik "Požega 1227-1977", Slavonska Požega 1977, str. 38-47.
- Razvoj prometa i prometnica na području sjeverne Hrvatske kroz studij starijih i novijih karata. Acta historico-economica Iugoslaviae 1978, 5, str. 89-103.
- Lika na starim geografskim kartama, u: Udio Like u prirodnim znanostima i privredi, Gospić 1978, str. 99-107.
- Iz prošlosti kretanja stočara na području Like, s kartom, u: Udio Like u znanosti i privredi, Gospić 1979, str. 203-208.
- Narodni život i običaji sezonskih stočara na Velebitu, Zbornik za narodni život i običaje Južnih Slavena JAZU, knj. 48, Zagreb 1975., str. 5-139.
- Napredak na kartama Hrvatske tijekom 19. stoljeća. Simpozij iz povijesti znanosti, Zagreb 1980, Zbornik II, str. 29-42.
- Varaždin i njegova okolica na geografskim kartama 16. i 17. stoljeća. Varaždinski zbornik 1181-1981 1983, str 391-394.
- Poznavanje otoka Raba od antičkih zemljopisaca do pojave prvih topografskih karata, s kartom. Rapski zbornik 1987, str. 47-58.
- Hrvatska na karti Varaždinca Stjepana Glavača iz 1673. godine. Radovi Zavoda za znanstveni rad JAZU 1988, knj. 2, str. 369-382.
- Dubrovnik i Dubrovačka Republika na starim geografskim kartama. Anali Zavoda za povijesne znanosti HAZU 1991, sv. 29, str. 201-205.
- Descriptio Croatiae. Naprijed, Zagreb 1993.
- Brod - kulturno-povijesna monografija. Slavonski Brod 1994.
- O etnogenezi stanovništva Like,  Zbornik za narodni jezik i običaje, HAZU, knj. 53, Zagreb, 1995., str. 73-190.
- Descriptio Bosnae et Hercegovinae. AGM, Zagreb 1998.
- Hrvatski gradovi na starim planovima i vedutama. AGM, Zagreb 2001.
- Hrvatska na starim zemljovidima. Jesenski i Turk, Zagreb 2002.
- Kartograf Ivan Klobučarić i Rijeka. Adamić, Naklada Benja i Povijesno društvo otoka Krka, Rijeka 2002.
- Klaudije Ptolemej - O razvoju kartografije do otkrića longitude. Jesenski i Turk, Zagreb 2002.
- Slavonija: povijest naselja i podrijetlo stanovništva. Golden marketing, Zagreb 2002.
- Zagrebačka Šokadija. Društvo za promicanje hrvatske kulture i baštine Šokadija
- Zagreb. Zagreb 2002.
- Gorski kotar - stanovništvo i naselja. Jesenski i Turk, Zagreb 2003.
- Hrvatske pokrajine - prirodno-geografska i kulturno-povijesna obilježja. Naklada Jesenski i Turk, Zagreb 2003.
- Hrvatsko plemstvo, svećenstvo i redovništvo - njihova uloga u političkom, kulturnom i nacionalnom životu Hrvata. Naklada Jesenski i Turk, Zagreb 2003. – Hrvatsko zagorje - stanovništvo i naselja. Naklada Jesenski i Turk, Zagreb 2003.
- Istočna Slavonija - stanovništvo i naselja. Naklada Jesenski i Turk, Zagreb 2003.
- Međimurje - stanovništvo i naselja. Naklada Jesenski i Turk, Zagreb 2003.
- Stočarska kretanja na Dinarskim planinama. Naklada Jesenski i Turk, Zagreb 2003.
- Antička naselja i grčko-rimska zemljopisna imena na tlu današnje Hrvatske. Naklada Jesenski i Turk, Zagreb 2004.
- Hrvatski otoci na Jadranu. Naklada Jesenski i Turk, Zagreb 2004.
- Dalmacija - stanovništvo i naselja. Naklada Jesenski i Turk, Zagreb 2005.
- Kvarnersko primorje - stanovništvo i naselja. Naklada Jesenski i Turk, Zagreb 2005.
- Stare karte Hrvatske i njihovo znanstveno izučavanje / Scientific Study of Old Maps of Croatia, u: D. Novak, M. Lapaine, D. Mlinarić (urednici): Pet stoljeća geografskih i pomorskih karata Hrvatske / Five Centuries of Maps and Charts of Croatia, Školska knjiga, Zagreb 2005, str. 12-21, 431.
- Stari Zagrepčani - život na području Zagreba. Naklada Jesenski i Turk, Zagreb 2005.
- Zagrebačke starine - prilozi poznavanju prošlosti grada Zagreba. Naklada Jesenski i Turk, Zagreb 2006.
- Selo Gorjani kraj Đakova - razvoj naselja i kretanje stanovništva. Izdavački zavod Jugoslavenske akademije, Zagreb 1975.

## Vanjske poveznice
- Marković, Mirko Hrvatska tehnička enciklopedija, portal hrvatske tehničke baštine. LZMK